# Мамадышское викариатство
Мамады́шское викариа́тство — викариатство Казанской епархии Русской православной церкви.

## История
3 (16) сентября 1907 года Императором Николаем II был утверждён доклад Святейшего Правительствующего Синода «об учреждении в Казанской епархии на местные средства кафедры третьего викарного епископа, с присвоением ему именования Мамадышским и с предоставлением ему заведования миссионерскими курсами в гор[оде] Казани, вместо ректора Духовной Академии, почему не считать эти курсы впредь состоящими при Академии и внести в их устав соответственные изменения, и о бытии наблюдателю названных миссионерских курсов, архимандриту Андрею, Епископом Мамадышским, с тем, чтобы наречение и посвящение его были произведены в г. Казани».
В 1911 году епископ Андрей был переведён на другую кафедру, и состоялось Синодальное определение о бытии наместнику Казанского Спасского монастыря, архимандриту Варсонофию (Лебедеву) епископом Мамадышским, третьим викарием Казанской епархии. По личному ходатайству наречённого архимандрита назначение было отменено, и хиротония не состоялось.
Возродилось викариатство в 1920 году, когда уже речь шла не о миссионерстве, а о сохранении Церкви перед лицом воинственно атеистического государства. После середины 1934 года не замещалась.

## Епископы
- 4 октября 1907 — 25 июля 1911 — Андрей (Ухтомский)
- 12 июля 1920 — 12 апреля 1922 — Иоасаф (Удалов)
- 12 апреля 1922 — 8 февраля 1928 — Андроник (Богословский)
- 15 декабря 1930 — 26 апреля 1934 — Ириней (Шульмин)